# Vlado Košić
Vlado Košić (ur. 31 maja 1959 w Družbinecu) – chorwacki duchowny katolicki, biskup Sisaku od 2009.

## Życiorys

### Prezbiterat
Święcenia kapłańskie otrzymał 30 czerwca 1985 i został inkardynowany do archidiecezji zagrzebskiej. Przez wiele lat pracował jako duszpasterz parafialny, zaś od 1995 był wykładowcą Wydziału Teologicznego w Zagrzebiu.

### Episkopat
29 grudnia 1998 został mianowany biskupem pomocniczym archidiecezji zagrzebskiej, ze stolicą tytularną Ruspae. Sakry biskupiej udzielił mu kard. Josip Bozanić. Odpowiadał jako wikariusz biskupi za laikat i kulturę, a także był zarządcą rejonu Sisak.
5 grudnia 2009 został pierwszym biskupem nowo powstałej diecezji Sisak.